# チップジェット
チップジェット（Tip jet）は、主回転翼（メイン・ローター）の各々の羽根（ブレード）翼端に噴射口を持ち、その噴出の反作用を用いて、主回転翼の駆動を行う機構のヘリコプターの回転翼の駆動型式。翼端噴流式とも呼ばれる。
チップジェットは通常の駆動軸による回転翼の駆動方式に対して主回転翼の反作用（ トルク ）が発生しない｡という長所がある。
この為に通常の駆動軸方式に較べて有利であり、テールローターが必要ない。
幾つかのチップジェットはエンジンが回転翼と分離されていて圧縮機にて作成した圧縮空気を配管で回転翼の先端の噴出口まで導くことで回転する。〔 冷風チップジェット、コールド・サイクル機構 〕
他の形式では上記の機構により生じた圧縮空気と燃料を混合して燃やした時の噴流の反動で回転する。〔 アフターバーナー式・冷風チップジェット 、チップバーナー式 〕
また、ターボジェットエンジンや、ターボファンエンジンの圧縮空気と燃料の燃焼で生じた高温高圧の排気ガスを耐圧・耐熱配管で回転翼の先端まで導く型式もある。〔 ホットサイクル機構 〕
また、回転翼先端にラムジェットやターボジェット形式のエンジンを設置した（機体本体または胴体の）外部設置式のチップジェットも存在し、同様に外部設置式のロケット推進で回転翼を回転させる形式もある。
外部にエンジンのあるチップジェットの優位な点は慣性モーメントを保持できる事で運動エネルギーを蓄えることが出来るのでオートローテーションによる着陸が容易になる。しかしながら、外部設置式チップジェットエンジンは空気抵抗が大きいのでエンジン停止は致命的である。 ( 詳細は後述の チップジェット#欠点 を参照されたい。 )
キャサリン・ホイール (アレクサンドリアのカタリナの車輪の意味。日本語の 車花火、回転花火、ねずみ花火 に相当 ) に視覚的な回転動作の形状が類似 ( 特に夜間飛行時 )している。

## 歴史
ルートヴィヒ・ウィトゲンシュタインは、固定翼機のプロペラの両端から高速でガスを噴出してプロペラを自転させるというチップジェットの先駆け的な機構を考案しており、1910年に特許「航空機に適用可能なプロペラの改良」( Improvements in propellers applicable for aerial machines ) を取得している。
第二次世界大戦時のドイツで「フレデリック・フォン・ドブルホフ」 ( Friedrich von Doblhoff ) がラムジェットを使用したヘリコプターを提案して、初のチップジェット式ヘリコプターとして1943年に「WNF 342 (V1) 」が製造された。戦後、2機のWNF 342の試作機はアメリカへ運ばれ、ドブルホフ はマクドネル・ダグラスへ加わりXV-1を開発した。
また、英国のフェアリー社ではチップジェットエンジンを生み出したアウグスト・ステファン ( August Stephan ) が開発に参加したフェアリー ジェット・ジャイロダインとフェアリー ロートダインがそれぞれ1954年、1957年に飛行した。
一方、ロータークラフト社 の RH-1 ピンホィール ( Rotorcraft RF-1 Pinwheel ) は過酸化水素分解で水蒸気を発生するヴァルター機関によるリアクション・モーターズ XLR-32RMを、2基使用するチップジェットだった。自重75kg、最大速度 96 km/hであったが、およそ9分間という作動時間の短さが難点となって実用化には至らず、試作のみで終わっている。
ユージーン・ミカエル・グルハレフは初期のチップジェットの先駆者である。
日本国内においても1952年から1959年にかけて、自由航空研究所の萩原久雄によってJHX-1からJHX-4まで4機が試作されたが、数mの浮上にとどまった。萱場製作所でも1954年にヘリプレーン1型が試作されたが、飛行には至っていない。他にも、1954年に福島県の池田明が翼端にラムジェットエンジンを備えたヘリコプターを製作した例や、トヨタ自動車工業が1944年から1952年にかけて進めていたチップジェット採用のヘリコプター計画の例などがある。また、1923年から1953年にかけて大西唯次が研究していた垂直飛行機は、チップジェットと同様の役割を果たす小型プロペラを翼端に備えていた。

## 利点
従来型の回転翼機特有の問題であるトランスミッションなどの複雑な伝達機構による故障頻度や整備性の低下を回避でき、また大きな慣性モーメントを持つ回転体である回転翼の回転に伴う反作用であるトルクの減殺に不可欠となるテールローターの人員接触による殺傷と " テールローターが横風などで機体自体の安全性を阻害する " 問題である「テールローターの効果喪失 〔英語版： L oss of  T ail-rotor  E ffectiveness , LTE 〕 
を二重反転式ローターやノーターのような複雑な機構を使わずに回避できるという長所がある。

## 欠点
1. 燃費が悪い
2. 騒音が通常のヘリコプターより大きい
3. 翼端ラムジェットエンジンの場合、多大な回転翼の空気抵抗により、発動機停止時にオートローテーションに入るのが困難。（ ただし、一旦回転翼が風力で自転するのに成功した後は、慣性モーメントが大きいため、安定的にオートローテーション可能。 ）

1. 燃料消費量が大きいことに関しては内燃機関を発動機とする以上、チップジェット固有の特性であり、核融合による核融合タービンエンジンのような原子力推進など、技術革新 ( 核融合炉で大気を加熱して回転翼端から噴出させる、など ) が実現しない限り、改善の見込みはない。
2. の「騒音が通常のヘリコプターより大きい」に関しては マクドネル XV-1・コンバーチプレーン の試験飛行での騒音について、以下のように記されている。
コックピットでの平均的な騒音水準値は 116 dB であったが、エンジン騒音はともかく、回転翼の羽根の先端のジェット騒音の水準は、1/2マイル（0.80 km）も離れた距離でも依然として 90 dB を記録し、地上職の観測員は羽根先端のジェット音を「イライラする極度の刺激である」と報告書に記述した。 
XV-1 に限らず、ヒューズ XV-9（ モデル385 ）の試験飛行と運用歴においても、 " 回転翼の羽根から噴出される、高圧・高温ガスの排出音が大変に騒がしかった。"  と報告書が書かれている ほどで、翼端ラムジェットエンジンの「ヒラーYH-32 ホーネット」も 1954年の春に、ラムジェットエンジンの騒音を打ち消すように設計された高さ 5.5 m 、直径 12 m の防音障壁丸屋根・円筒状建物の建設によって騒音を大幅に減少させる必要があるほどだった。 しかし障壁を構築する必要性は、チップジェットの騒音問題の深刻さを暗示している。この問題はチップジェットの機構に起因する本質的な欠陥であり、改善の余地はない。
3. 「翼端ラムジェットエンジン停止時にオートローテーションが困難」という問題については、安全性を優先する民間機の場合は、翼端ラムジェット方式によるチップジェット機構の採用を控える必要がある。
ただし、ヒラー YH-32 ホーネットにおいては、ラムジェットが停止した場合にエンジンを通る空気流路を閉じて抵抗を大幅に減少させ、オートローテーションを行うことは可能だった。
しかし翼端ラムジェットのポッドが持つ固有の高い抗力は、動力が遮断されたときに羽根角度を（従来型のヘリコプターと比較して）極端な負の角度に設定しなければならなかったことを意味し、これはオートローテーション中に YH-32 ホーネットが 毎秒15 m もの降下率で急降下することにつながった。 
非常に熟練した操縦士だけが接地の直前に回転翼の迎角を増加させるフレア操作を行うことで、この急降下を抑制することが出来たが、標準的な技量の操縦士には困難だった。

## チップジェット搭載機
- パーシヴァル P.74（離陸できず）
- カマン・エアロスペース K-17〔冷風型チップジェット〕[13]
- ドルニエ Do 32〔冷風型チップジェット〕
- ドルニエ Do 132 〔 ホットサイクル機構 〕
- VFW・フォッカー H-3 スプリンター〔冷風型チップジェット、 複合ヘリコプターでもある 〕
- ヒラー YH-32 ホーネット（浮上性能は良かったがその他は貧弱だった）
- フェアリー ジェット・ジャイロダイン
- フェアリー ロートダイン
- ロータリー・ロケット ロートンATV（英語版）
- フィアット 7002（英語版）
- マクダネル XV-1〔 冷風式チップジェット、レシプロエンジン駆動 〕
- ヒューズ XH-17（チップジェットとしては回転翼規模が最大のクレーンヘリコプター）
- NHI H-3 コリブリ（英語版）
- シュド・ウエスト アリエル〔 アフターバーナー式・冷風チップジェット 、チップバーナー式 〕
- シュド・ウエスト SO.1221 ジン〔冷風型チップジェット〕
- 萱場 ヘリプレーン1型（飛行せず）
- 萩原JHXヘリコプター 7m浮上

チップジェットによる回転翼駆動機構を備えた回転翼機の実用機は皆無であり、2018年現在までチップジェット搭載機は生産されていない。

## チップジェットとホットサイクル機構の概念の包括と競合
ホットサイクル機構は、回転翼の各々の羽根の先端からの高温高圧のガス、もしくは圧縮空気の噴き出しにより、回転翼を駆動するという特徴の一致から、しばしばチップジェットと混同され同一視されがちであるが、両者の間には噴出口への出力の経路と機構に相違点がある。
たとえばヒラー YH-32 ホーネットは簡素なラムジェットを回転翼羽根の翼端に装備し、その推力で回転翼を駆動する。
このため、ホットサイクル機構の定義である、機体の胴体内部もしくは胴体側面にポッド式に装備したターボジェットエンジンあるいはターボファンエンジンからの抽気を回転翼の羽根に導く配管と構造は存在せず、チップジェットという回転翼の駆動形式の全てがホットサイクル機構に該当するわけではない という概念の競合部分とその相違点に注意する必要がある。
|                      |                      |                      |                      |                      |                      |  |  | チップジェット     |                    |                    |                    |                    |                    |  |  |                                          |                                          |                                          |                                          |                                          |                                          |
|                      |                      |                      |                      |                      |                      |  |  |                    |                    |                    |                    |                    |                    |  |  |                                          |                                          |                                          |                                          |                                          |                                          |
|                      |                      |                      |                      |                      |                      |  |  |                    |                    |                    |                    |                    |                    |  |  |                                          |                                          |                                          |                                          |                                          |                                          |
| 翼端ラムジェット機構 | 翼端ラムジェット機構 | 翼端ラムジェット機構 | 翼端ラムジェット機構 | 翼端ラムジェット機構 | 翼端ラムジェット機構 |  |  | ホットサイクル機構 | ホットサイクル機構 | ホットサイクル機構 | ホットサイクル機構 | ホットサイクル機構 | ホットサイクル機構 |  |  | その他の機構：駆動軸による圧縮機駆動など | その他の機構：駆動軸による圧縮機駆動など | その他の機構：駆動軸による圧縮機駆動など | その他の機構：駆動軸による圧縮機駆動など | その他の機構：駆動軸による圧縮機駆動など | その他の機構：駆動軸による圧縮機駆動など |
| 翼端ラムジェット機構 | 翼端ラムジェット機構 | 翼端ラムジェット機構 | 翼端ラムジェット機構 | 翼端ラムジェット機構 | 翼端ラムジェット機構 |  |  | ホットサイクル機構 | ホットサイクル機構 | ホットサイクル機構 | ホットサイクル機構 | ホットサイクル機構 | ホットサイクル機構 |  |  | その他の機構：駆動軸による圧縮機駆動など | その他の機構：駆動軸による圧縮機駆動など | その他の機構：駆動軸による圧縮機駆動など | その他の機構：駆動軸による圧縮機駆動など | その他の機構：駆動軸による圧縮機駆動など | その他の機構：駆動軸による圧縮機駆動など |

## 冷風型チップジェット
冷風型（コールド）チップジェット（または「コールドサイクル式」）の上記の分類図における該当区分は以下のとおり。
- 右端〔青〕= その他の機構：駆動軸による圧縮機駆動など

なお、その他の区分にはターボシャフトエンジン、およびレシプロエンジン の軸馬力より圧縮機を駆動させる機構を含む ( レシプロエンジン駆動ジェット )。
マクダネル XV-1は圧縮機をレシプロエンジンで駆動し、VFW・フォッカー H-3 スプリンターやシュド・ウエスト SO.1221 ジン などは、ターボシャフトエンジンの軸馬力で遠心式圧縮機を駆動し、その圧縮空気（冷風）を用いる方式で、コールド（エア）・チップジェット ( Cold "air" tip-jet , コールドサイクル機構 ) とも称される。
ホットサイクル式や、翼端ラムジェットのように、"熱い" 燃焼ガス を用いないので、機体内の配管、あるいは回転翼内の配管の熱による材料疲労から逃れられ、耐圧のみを考えればよいので強度的に楽になる。
また、燃料消費が "ホット" 燃焼ガス を用いる方式（ホットサイクル）より抑えられるという利点がある。
反面、発動機の軸馬力で直接回転翼を駆動する通常ヘリコプターや、ターボジェットやターボファンエンジンの排出ガスを直接噴出させる "ホット"エア噴出型のチップジェットに比較して、圧縮機を介することによる機械的な効率損失や、冷たい「単なる圧縮空気圧」による回転翼駆動による"効率低下" (出力損失、他の駆動型式のヘリコプターに同じ発動機を搭載した場合に比較して小さな機体規模、重量が軽い機体になる）があり、大型化が難しいという限界があり、その後の各国での開発が終息した状況にある。

## チップジェット搭載模型
- ロケットヘリコプター（タイガーロケッティ利用のバルサ模型）

### その他のローター駆動・カウンタートルク対策
- 二重反転式ローター
- 交差反転式ローター
- サイド・バイ・サイド・ローター
- タンデムローター